# Carnarviana janthorum
Carnarviana janthorum is een insect uit de familie van de Nemopteridae, die tot de orde netvleugeligen (Neuroptera) behoort. 
Carnarviana janthorum is voor het eerst wetenschappelijk beschreven door Mansell in 1983.